# 21時にアイス
21時にアイス (にじゅういちじにあいす) は、主にフランチャイズで展開される夜間営業型のソフトクリーム店である。「シメ」として用いられる。深夜帯のアイス専門店業界の先駆けとされる。

## 沿革
2020年、大阪府八尾市に1号店ができる。その後関西を中心に店舗数を増やし、数十店舗を展開するようになった。新型コロナ禍で持ち帰りや出前の飲食店が注目された時期に、若者の酒離れに目を付け飲食の「2軒目」の新しい形を提案したと評される。